# Indochinamon mieni
Indochinamon mieni is een krabbensoort uit de familie van de Potamidae. De wetenschappelijke naam van de soort is voor het eerst geldig gepubliceerd in 1967 door Dang.